# Herbert William Oakey
Herbert William Oakey est un naturaliste sud-africain, né en 1848 à Tauton, Somersetshire et mort le 14 novembre 1884 au Cap.
À l’âge de 22 ans, il devient l’assistant du professeur Sir William Boyd Dawkins (1837-1929), du muséum de l’Owens College (aujourd’hui Université Victoria) de Manchester. En 1877, il rejoint les rangs de la police montée du Cap et commence à étudier les oiseaux de la région du Transkei. Il obtient un poste de conservateur assistant au muséum du Cap où sont appréciées ses connaissances géologiques et ses capacités pour monter des squelettes. Il fait paraître plusieurs publications sur l’anatomie et les mœurs des serpents d’Afrique du Sud.

## Source
- Roland Trimen (1887). Herbert William Oakey, Ornis, 3 : 159-160.